# دهه ۱۰۳۰ (پیش از میلاد)
دهه ۱۰۳۰ (پیش از میلاد) صد و سومین دهه قبل از مبدا شروع تقویم میلادی است.